# Парковый (Владимирская область)
Парковый — село в Юрьев-Польском районе Владимирской области России, входит в состав Симского сельского поселения.

## География
Село расположено на берегу реки Селекша в 5 км на юг от центра поселения села Сима и в 18 км на север от райцентра города Юрьев-Польский близ автодороги Р74 Владимир — Переславль-Залесский.

## История
В конце XIX — начале XX века посёлок являлся частью села Федоровское в составе Симской волости Юрьевского уезда.
В начале 1960-х годов выделен как посёлок участка «Федоровский» совхоза «КИМ» в составе Симского сельсовета. В 1966 году посёлок участка «Федоровский» совхоза «КИМ» переименован в посёлок Парковый.
С 2005 года — в составе Симского сельского поселения.

## Население
| 2002 | 2010 | 2021 |
| ---- | ---- | ---- |
| 60   | ↘39  | ↘33  |

## Достопримечательности
В посёлке расположены остатки бывшей усадьбы полководца графа Константина Карловича Толя с усадебным парком.